# 베티 윌리엄스
베티 윌리엄스(Betty Williams, 1943년 5월 22일 ~ 2020년 3월 17일)는 영국의 평화 운동가이다. 평화로운 사람들의 공동체(Community of Peace People)의 공동 설립자이다.
북아일랜드 벨파스트에서 개신교 신자였던 아버지와 로마 가톨릭교회 신자였던 어머니 사이에서 태어났다. 1976년에는 북아일랜드 분쟁에 연루된 아일랜드 공화국군 임시파 대원으로 활동하던 자동차 운전자가 일으킨 교통 사고로 인해 3명의 자녀를 잃었다. 가정 주부로 일하던 그는 동료들과 함께 북아일랜드의 평화를 촉구하는 내용의 서명 운동을 전개했는데 2일 동안에 6,000건의 서명을 받으면서 큰 주목을 받았다.
1976년에는 북아일랜드 분쟁의 평화적 해결에 기여한 공로를 인정받아 메어리드 코리건과 함께 노벨 평화상을 수상하였다. 또한 세계를 무대로 여성과 어린이를 지키기 위한 활동을 전개했다. 1997년에는 세계 어린이의 마음 센터(World Centre of Compassion for Children International)를 창설했다.

## 같이 보기
- 여자 노벨상 수상자 목록